# Walancin Ciszko
Walancin Uładzimirawicz Ciszko (biał. Валянцін Уладзіміравіч Цішко, ros. Валентин Владимирович Тишко, Walentin Władimirowicz Tiszko; ur. 23 lipca 1989 w Mołodecznie) – białoruski działacz chrześcijański i polityczny, aktywista na rzecz LGBT, poeta i pisarz; członek Partii BNF, w 2011 roku przewodniczący mołodeczańskiego oddziału Młodzieży BNF, od stycznia 2013 roku koordynator Projektu Kulturalno-Oświatowego Ruch Chrześcijan LGBT Białorusi „Mysterium Fidei”, od sierpnia 2013 roku diakon niekanonicznego Greckiego Autokefalicznego Kościoła Prawosławnego Ameryki i Kanady, jedyny hierodiakon tego kościoła na Białorusi; obłożony małą ekskomuniką przez Kościół katolicki.

## Życiorys

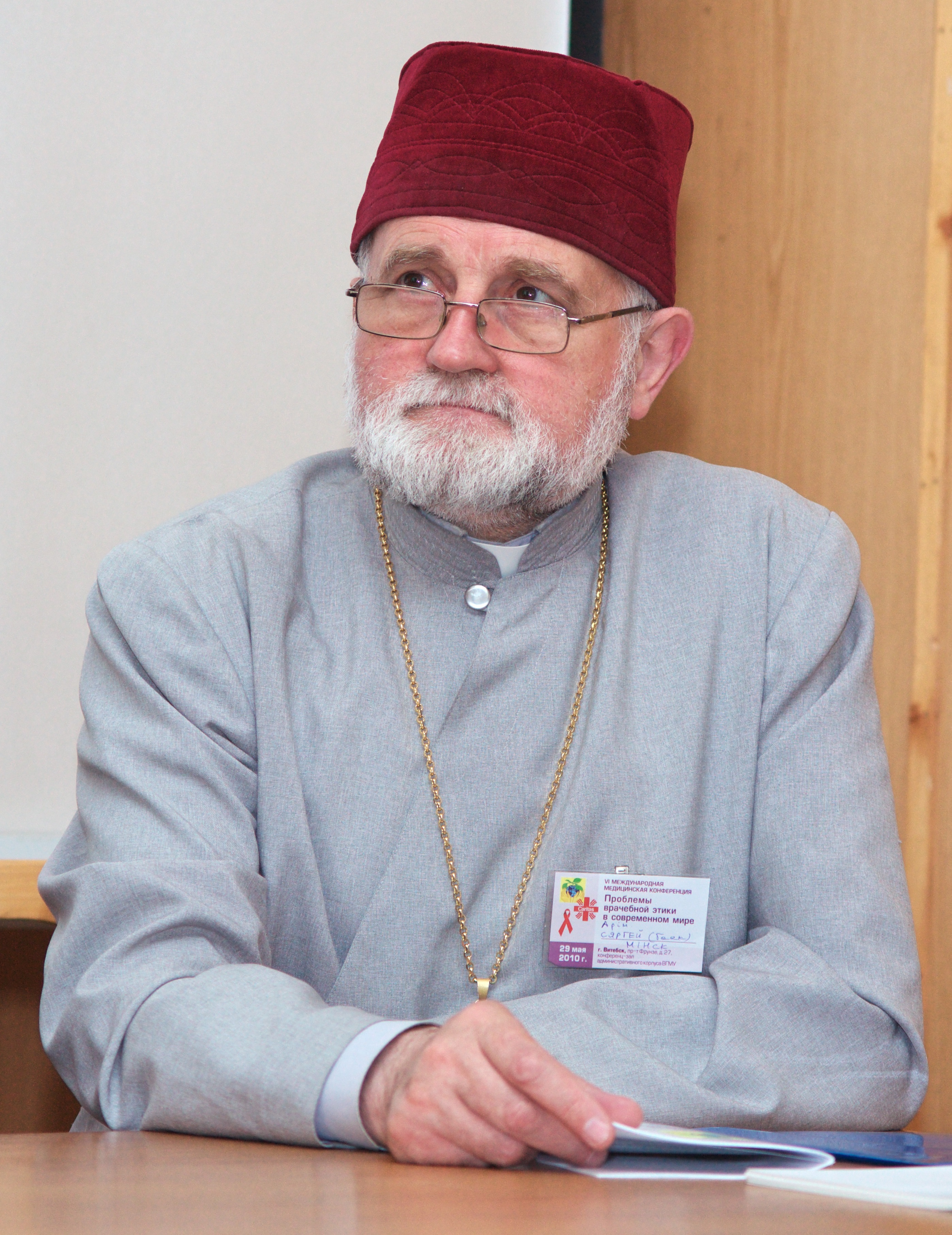
Jan Sergiusz Gajek, który obłożył Walacina Ciszkę małą ekskomuniką

Urodził się 23 lipca 1989 roku w mieście Mołodeczno, w obwodzie mińskim Białoruskiej SRR, ZSRR. Jego dziadek, według niego, był zawziętym komunistą, rodzice natomiast mieli bardziej neutralne nastawienie światopoglądowe. W 2007 roku ukończył Szkołę Średnią Nr 11. Odbył kursy katechetyczne na Białorusi, po czym wstąpił do seminarium duchownego w Iwano-Frankiwsku na Ukrainie jako seminarzysta kościoła katolickiego obrządku bizantyjsko-białoruskiego. W czasie pobierania tam nauk został oskarżony o niemoralne zachowanie, między innymi o homoseksualizm. W rezultacie opuścił seminarium i został obłożony małą ekskomuniką przez wizytatora apostolskiego Kościołów greckokatolickich na Białorusi, Jana Sergiusza Gajka. W 2009 roku rozpoczął zaocznie naukę na księgowego w Mołodeczańskim Koledżu Handlowo-Ekonomicznym. Zatrudniony był jako pracownik fizyczny w państwowym sklepie, sprzedawca materiałów budowlanych czy szklarz. Wkrótce potem przeprowadził się do Mińska. Na przełomie 2011 i 2012 roku współpracował z internetowym portalem informacyjnym Zautra Twajoj Krainy, robiąc dla niego wywiady z Ryhorem Baradulinem, Wiaczasłauem Kiebiczem i Stanisłauem Szuszkiewiczem. Pracował także jako korespondent portalu internetowego kraj.by.

### Działalność polityczna
Walancin Ciszko należał do Partii BNF i jej organizacji młodzieżowej – Młodzieży BNF. W 2010 roku wyraził zamiar kandydowania z ramienia Partii BNF w wyborach lokalnych do Mołodeczańskiej Rejonowej Rady Deputowanych. Według jednego ze źródeł partia miała jednak odmówić mu tej możliwości ze względu na jego jawny homoseksualizm. Podczas nadzwyczajnego XIII zjazdu Partii BNF 29 maja 2010 roku w Mińsku Ciszko oskarżył przewodniczącego Młodzieży BNF, Andreja Kreczkę, i Franciszka Wiaczorkę o działanie na szkodę i rozłam w partii, a także zgłosił wniosek o usunięcie ich z ugrupowania. Wniosek jednak nie został rozpatrzony. W czasie wyborów prezydenckich w 2010 roku pełnił funkcję szefa grupy inicjatywnej w Mołodecznie kandydata z ramienia Partii BNF Ryhora Kastusioua. Prowadząc kampanię w tym mieście, wielokrotnie zwracał uwagę na nieprawidłowości i utrudnienia, jakie jego zdaniem władza robiła kandydatom opozycji. W 2011 roku był przewodniczącym mołodeczańskiego oddziału Młodzieży BNF. Pozostając członkiem Partii BNF, w maju 2012 roku zorganizował wraz z Siarhiejem Androsienką pikietę pod siedzibą partii w proteście przeciwko homofobicznym wypowiedziom niektórych osób z jej kierownictwa. W czasie kampanii wyborczej poprzedzającej wybory prezydenckie w 2015 roku, Ciszko wchodził w skład grupy inicjatywnej kandydatki na prezydenta Tacciany Karatkiewicz i zbierał dla niej podpisy poparcia w Mołodecznie.

### Działalność religijno-społeczna
Podczas wizyty w Kijowie, związanej z odbywającą się tam imprezą środowisk LGBT, Walancin Ciszko poznał Wołodymyra Wildego, biskupa perejasławskiego i bogusławskiego, egzarchę Ukrainy niekanonicznego Greckiego Autokefalicznego Kościoła Prawosławnego Ameryki i Kanady. Kościół ten życzliwie odnosi się do homoseksualistów. Od tego czasu Ciszko i Wilde regularnie się kontaktowali i spotykali. 23 stycznia 2013 roku Walancin Ciszko został koordynatorem Projektu Kulturalno-Oświatowego Ruch Chrześcijan LGBT Białorusi „Mysterium Fidei”, w skład którego grupy inicjatywnej wchodzą prawosławni, katolicy obrządku rzymskiego i unici. Deklarowanym celem Ruchu jest zmiana negatywnego stosunku kościołów do homoseksualizmu. Według słów Ciszki organizacja w 2014 roku liczyła piętnastu członków na całej Białorusi.
W kwietniu 2013 roku Walancin Ciszko zwrócił się z protestem do grodzieńskiego księdza Kazimira Żylisa przeciwko jego wypowiedzi, że Kościół katolicki powinien dokonać ekskomuniki gejów i lesbijek. Od 2011 roku wielokrotnie występował do władz Białorusi z prośbą o zamianę obowiązkowej służby wojskowej na alternatywną służbę cywilną. Możliwość taką gwarantuje mu konstytucja Białorusi, jednak władze nie wyraziły na to zgody. W związku z tym 1 lipca 2013 roku Ciszko w akcie protestu ogłosił rezygnację z obywatelstwa Białorusi.
W sierpniu 2013 roku, podczas VI Forum Chrześcijan LGBT Azji Środkowej i Europy Wschodniej w Kijowie, Walancin Ciszko został wyświęcony przez Wołodymyra Wildego na diakona. W 2014 roku pozostawał jedynym na Białorusi hierodiakonem Greckiego Autokefalicznego Kościoła Prawosławnego Ameryki i Kanady. Był bezrobotny.

## Twórczość literacka
Walancin Ciszko jest autorem wierszy i opowiadań. Pierwszy wiersz napisał w wieku trzynastu lat, a do 2010 roku stworzył około pięćdziesięciu wierszy i szereg opowiadań. Tworzy w językach białoruskim, rosyjskim i ukraińskim. Od 2005 roku współpracuje ze zjednoczeniem poetyckim „Ahmień”. Trzy jego utwory: Pierakład B. Achmadulinaj, Kałychanka dla Alżbiety i Adzinokaje pryznannie zostały opublikowane w 2010 roku w zbiorze wierszy pod tytułem Ahmień.
16 maja 2015 roku Walancin Ciszko otrzymał nagrodę za III miejsce w konkursie literatów zorganizowanym w ramach festiwalu młodzieżowych inicjatyw twórczych „Czas żyć!” w Mołodecznie.

## Życie osobiste
Walancin Ciszko jest homoseksualistą i jawnie mówi o swojej orientacji. W przeszłości był w związku z mężczyzną, jednak rozstał się z nim ze względu na różnice poglądów w kwestii religii. Deklaruje, że obecnie zachowuje celibat, ale chciałby się zakochać i wziąć ślub, co jego Kościół umożliwia; nie zrobi tego jednak, ponieważ społeczeństwo obecnie nie zaakceptuje kapłana, który jest w związku małżeńskim z innym mężczyzną.

## Poglądy
Walancin Ciszko ma skrajnie negatywny stosunek do obecnego systemu politycznego na Białorusi i deklaruje, że „stara się walczyć o niepodległość kraju”. Jest zwolennikiem wzmocnienia roli języka białoruskiego. Odrzuca oficjalną, nauczaną w szkołach wersję historii Białorusi, twierdząc, że jego kraj nigdy nie przyjaźnił się z Rosją, lecz był monetą przetargową dla Imperium Rosyjskiego i krajem buforowym dla ZSRR. Jego zdaniem „bycie Białorusinem jest niebezpieczne”, ale godzi się na to niebezpieczeństwo „z radością i poczuciem obowiązku”. Na ukształtowanie się jego poglądów miała mieć wpływ między innymi nauczycielka języka białoruskiego w szkole, która omawiała na lekcjach twórczość białoruskich literatów spoza oficjalnego programu, a także wizyty na Ukrainie, gdzie wywołała w nim refleksje znacznie mocniejsza pozycja języka ojczystego niż na Białorusi.
Ciszko uważa, że wielu duchownych i wiernych ma niewłaściwe podejście do Biblii. Została ona bowiem napisana językiem poetyckim i nie należy traktować jej jak metodyki. Jednocześnie sądzi, że chrześcijan dotyczy wyłącznie Nowy Testament, ponieważ Stary Testament napisany był dla ludzi, którzy dopiero oczekiwali nadejścia Mesjasza. Ciszko uważa papieża Franciszka za „interesującą postać” ze względu na wypowiedzi sugerujące, że Kościół katolicki powinien przemyśleć zmiany w swoim stosunku do szeregu spraw. Jednocześnie ma mieszane uczucia w stosunku do patriarchy Cyryla, ponieważ jego zdaniem „niektórzy prawosławni duchowni mówią, że na tronie patriarszym zasiadł sodomita”. Zdaniem Ciszki chrześcijanie będący członkami społeczności LGBT stanowią „opozycję w opozycji”, ponieważ nie akceptują ich ani inni chrześcijanie, ani społeczność LGBT. Jest to grupa, „której nienawidzą wszyscy – społeczeństwo, sami geje, chrześcijanie i wszyscy pozostali”.